# Aplocera cassiata
Aplocera cassiata là một loài bướm đêm trong họ Geometridae.